# Daniel Muñoz de la Nava
Daniel Muñoz de la Nava (Madrid, 29 gennaio 1982) è un ex tennista spagnolo.
Attivo soprattutto nel circuito Challenger, nel quale ha vinto 4 titoli in singolare e 16 in doppio, i suoi migliori ranking ATP sono stati il 68º in singolare nel febbraio 2016 e il 94º in doppio nel maggio 2011. Il suo miglior risultato nel circuito maggiore è stata la finale raggiunta in doppio all'International German Open 2012 in coppia con Rogério Dutra da Silva.

## Carriera
Fa il suo esordio nell'ITF Junior Circuit nel gennaio 1999, vince il suo unico titolo di categoria nel marzo 2000 in un torneo di Grade 1 venezuelano in singolare e nel luglio successivo raggiunge il 23º posto nella classifica mondiale juniores. A settembre gioca il suo ultimo torneo e arriva ai quarti di finale in doppio agli US Open 2000. Nell'agosto 1999 aveva fatto la sua prima apparizione tra i professionisti perdendo al primo turno al torneo ITF Spain F5. Inizia a giocare con continuità verso la fine del 2001 e nel novembre di quell'anno disputa e perde la sua prima finale ITF al torneo Barbados F1. Vince il primo titolo da professionista nel luglio 2003 nel torneo di doppio Spain F15. Nell'agosto 2004 gioca la prima finale Challenger nel torneo di doppio a Segovia in coppia con Ivan Navarro e vengono sconfitti in tre set da Igor' Kunicyn / Vladimir Volčkov. Dopo aver vinto 5 titoli in doppio, nel novembre 2004 vince il primo torneo in singolare all'ITF Spain F32 battendo in finale in tre set Rui Machado.
Alla sua quinta finale Challenger in doppio, nel settembre 2007 vince il primo titolo a Čerkasy assieme a Santiago Ventura superando in finale Serhij Bubka / Aleksandr Kudrjavcev per 6-2, 7-6. Aveva nel frattempo conquistato altri tre titoli ITF in singolare e in ottobre entra per la prima volta nella top 200 del ranking ATP. Nel febbraio 2008 si qualifica per la prima volta nel tabellone principale di singolare in un torneo ATP a Costa do Sauipe e viene sconfitto al primo turno. Tra marzo e aprile vince due titoli Challenger in doppio a Meknès e Saint-Brieuc, risultati con cui entra nella top 200 del ranking di doppio. Nel corso della stagione vince altri tre titoli Challenger in doppio a Telde, Timișoara e Brașov e a settembre si trova alla 118ª posizione mondiale. In agosto viene sconfitto a Timișoara da Daniel Brands nella sua prima finale Challenger in singolare.
Fa il suo esordio in doppio nel circuito maggiore nel 2009 con una sconfitta al primo turno di Viña del Mar. In aprile perde la finale del Challenger di Atene contro Rui Machado. A settembre vince il suo primo incontro ATP in doppio a Bucarest. Per vincere il primo incontro nel circuito maggiore in singolare deve aspettare il maggio 2010, quando sconfigge il nº 22 del mondo Sam Querrey al primo turno del Madrid Masters, e viene eliminato al turno successivo da Victor Hănescu. Ad agosto viene sconfitto nella finale del Challenger di Cordenons da Steve Darcis. Quell'anno disputa sette finali Challenger in doppio e vince le cinque di Arad, Poznań, Siviglia, Napoli e Santiago del Cile, e con la vittoria allo Zagreb Open del maggio 2011 sale al 94º posto mondiale, che rimarrà il suo best ranking della carriera in doppio. Dopo tre finali perse, il 21 agosto 2011 vince il suo primo Challenger in singolare a Cordenons, battendo in finale in tre set l'argentino Nicolas Pastor.
Nel maggio 2012 raggiunge per la prima volta i quarti di finale nel circuito maggiore all'Estoril con i successi su Javier Marti e Flavio Cipolla, e viene eliminato da Richard Gasquet. Dopo nove eliminazioni nelle qualificazioni dei tornei del Grande Slam, le supera per la prima volta al Roland Garros 2012 e viene sconfitto al primo turno da Marin Čilić. Il 22 luglio 2012 disputa l'incontro più importante della carriera nella finale di doppio dell'International German Open ad Amburgo in coppia con Rogério Dutra da Silva, e vengono sconfitti da David Marrero / Fernando Verdasco con il punteggio di 4-6, 3-6. Nel gennaio 2013 supera per la prima volta le qualificazioni agli Australian Open e viene eliminato al primo turno. A marzo raggiunge per la seconda e ultima volta in carriera i quarti di finale in singolare in un torneo ATP a Delray Beach e viene sconfitto da Ernests Gulbis. Nel periodo successivo non consegue risultati rilevanti, nel gennaio 2014 esce dalla top 200 del ranking di singolare e a giugno si trova alla 383ª posizione.
Abbandona temporaneamente i tornei ATP e si riprende giocando nei Challenger, nella seconda parte del 2014 raggiunge le finali a Mohammedia e ad Alphen aan den Rijn. Nel 2015 continua a giocare nei Challenger, raggiunge sette finali e ne vince tre a Napoli, Mosca e Meknès battendo rispettivamente Roberto Carballés Baena, Matteo Donati e Radu Albot. Ad agosto entra per la prima volta nella top 100 e finisce la stagione in 75ª posizione dopo la finale persa alle ATP Challenger Tour Finals contro Iñigo Cervantes. Non aveva vinto alcun titolo in doppio nel 2013 e 2014, e argina la discesa nel ranking vincendo nel 2015 i suoi ultimi titoli in carriera nella specialità a Canton e Manerbio.
All'inizio del 2016 elimina il nº 17 del mondo Feliciano Lopez a Doha e ai successivi Australian Open perde l'unico incontro giocato in carriera in doppio in una prova dello Slam; al primo turno del torneo di singolare spreca due match-ball e viene eliminato da Viktor Troicki. Con il secondo turno raggiunto all'ATP di São Paulo, il 29 febbraio 2016 raggiunge il 68º posto mondiale, che sarà il miglior ranking della carriera. Ha quindi inizio la parabola discendente, vince solo due dei successivi 15 incontri disputati in stagione tra cui quello contro Michael Berrer al primo turno di Kitzbühel, che sarà il suo ultimo successo in carriera nel circuito maggiore. Condizionato per buona parte del 2016 da un infortunio e dai dolori al ginocchio, chiude la stagione in luglio.
Quando rientra nel febbraio 2017 è il nº 518 del ranking di singolare e deve ripartire dai tornei ITF. A luglio perde la finale al Challenger di Perugia contro Laslo Đere. Consegue qualche altro discreto risultato e prima di fine anno torna nella top 300 dopo essere stato al 576º posto in maggio. Vince una delle due finali ITF giocate in singolare a inizio 2018 ma nel prosieguo della stagione si mette in luce solo in doppio con la finale raggiunta in agosto al Challenger di Cordenons. Nel 2019 gioca poco e disputa il suo ultimo incontro in carriera in ottobre al secondo turno del Challenger di Barcellona.

## Statistiche

### Doppio

#### Finali perse (1)
| Legenda                   |
| Grande Slam (0)           |
| ATP World Tour Finals (0) |
| ATP Masters 1000 (0)      |
| ATP World Tour 500 (1)    |
| ATP World Tour 250 (0)    |

| N. | Data           | Torneo                             | Superficie  | Compagno            | Avversari in finale             | Punteggio |
| 1. | 22 luglio 2012 | International German Open, Amburgo | Terra rossa | Rogério Dutra Silva | David Marrero Fernando Verdasco | 4-6, 3-6  |

### Tornei minori

#### Singolare

##### Vittorie (11)
| Legenda tornei minori |
| Challenger (4)        |
| Futures (7)           |

| N. | Data              | Torneo                                              | Superficie  | Avversario in finale    | Punteggio     |
| 1. | 21 agosto 2011    | Internazionali del Friuli Venezia Giulia, Cordenons | Terra rossa | Nicolas Pastor          | 6-4, 2-6, 6-2 |
| 2. | 12 aprile 2015    | Tennis Napoli Cup, Napoli                           | Terra rossa | Matteo Donati           | 6-2, 6-1      |
| 3. | 14 giugno 2015    | Moskow Challenger, Mosca                            | Terra rossa | Radu Albot              | 6-0, 6-1      |
| 4. | 12 settembre 2015 | Morocco Tennis Tour - Meknes, Meknès                | Clay        | Roberto Carballés Baena | 6–4, 6–2      |

##### Sconfitte in finale (24)
| Legenda tornei minori |
| Challenger (12)       |
| Futures (12)          |

| N.  | Data             | Torneo                                              | Superficie  | Avversario in finale | Punteggio        |
| 1.  | 3 agosto 2008    | Timișoara Challenger, Timișoara                     | Terra rossa | Daniel Brands        | 4-6, 6-7         |
| 2.  | 12 aprile 2009   | Athens Open Challenger, Atene                       | Cemento     | Rui Machado          | 3-6, 6-7         |
| 3.  | 1º agosto 2010   | Internazionali del Friuli Venezia Giulia, Cordenons | Terra rossa | Steve Darcis         | 2-6, 4-6         |
| 4.  | 23 ottobre 2011  | Quito Open, Quito                                   | Terra rossa | Sebastián Decoud     | 3-6, 6-7         |
| 5.  | 18 novembre 2012 | I Marbella Open, Marbella                           | Terra rossa | Albert Montañés      | 6-3, 2-6, 3-6    |
| 6.  | 21 giugno 2014   | Mohammedia Open, Mohammedia                         | Terra rossa | Pablo Carreño Busta  | 6(2)–7, 6-2, 2-6 |
| 7.  | 7 settembre 2014 | Alphen International, Alphen aan den Rijn           | Terra rossa | Jesse Huta Galung    | 3-6, 4-6         |
| 8.  | 21 giugno 2015   | Internationaux de Tennis de Blois, Blois            | Terra rossa | Mathias Bourgue      | 6-2, 4-6, 2-6    |
| 9.  | 30 agosto 2015   | Internazionali di Manerbio, Manerbio                | Terra rossa | Andrej Kuznecov      | 6-4, 3-6, 6-1    |
| 10. | 17 ottobre 2015  | Morocco Tennis Tour - Casablanca II, Casablanca     | Terra rossa | Damir Džumhur        | 6–3, 3–6, 2–6    |
| 11. | 17 ottobre 2015  | ATP Challenger Tour Finals, San Paolo               | Terra rossa | Íñigo Cervantes      | 2–6, 6–3, 6(4)–7 |
| 12. | 16 luglio 2017   | Internazionali Città di Perugia, Perugia            | Terra rossa | Laslo Đere           | 6(2)–7, 4–6      |

#### Doppio

##### Vittorie (23)
| Legenda tornei minori |
| Challenger (16)       |
| Futures (7)           |

| N.  | Data              | Torneo                                   | Superficie   | Compagno              | Avversari in finale                              | Punteggio           |
| 1.  | 2 settembre 2007  | Čerkasy Open, Čerkasy                    | Terra rossa  | Santiago Ventura      | Serhij Bubka Aleksandr Kudrjavcev                | 6-2, 7–6(4)         |
| 2.  | 22 marzo 2008     | Morocco Tennis Tour - Meknes, Meknès     | Terra rossa  | Alberto Martín        | Michail Elgin Juri Schukin                       | 6-4, 6(2)–7, [10-6] |
| 3.  | 5 aprile 2008     | Saint-Brieuc Challenger, Saint-Brieuc    | Terra rossa  | Adrian Cruciat        | Xin-Yuan Yu Zeng Shaoxuan                        | 4-6, 6-4, [10-8]    |
| 4.  | 11 maggio 2008    | Challenger Isla de Gran Canaria, Telde   | Terra rossa  | Daniel Gimeno Traver  | Miguel Ángel López Jaén José Antonio Sánchez     | 6-3, 6-1            |
| 5.  | 3 agosto 2008     | Timișoara Challenger, Timișoara          | Terra rossa  | Rubén Ramírez Hidalgo | Adrian Cruciat Florin Mergea                     | 6-3, 7-5            |
| 6.  | 7 settembre 2008  | Brașov Challenger, Brașov                | Terra rossa  | David Marrero         | Carlos Poch-Gradin Pablo Santos                  | 6-4, 6-3            |
| 7.  | 4 luglio 2010     | Arad Challenger, Arad                    | Terra rossa  | Sergio Pérez-Pérez    | Franko Škugor Ivan Zovko                         | 6-4, 6-1            |
| 8.  | 25 luglio 2010    | Poznań Open, Poznań                      | Terra rossa  | Rui Machado           | James Cerretani Adil Shamasdin                   | 6-2, 6-3            |
| 9.  | 12 settembre 2010 | Copa Sevilla, Siviglia (1)               | Terra gialla | Santiago Ventura      | Nikola Ćirić Guillermo Olaso                     | 6-2, 7-5            |
| 10. | 3 ottobre 2010    | Tennislife Cup, Napoli                   | Terra rossa  | Simone Vagnozzi       | Andreas Haider-Maurer Bastian Knittel            | 1-6, 7–6(5), [10-6] |
| 11. | 24 ottobre 2010   | Santiago Challenger, Santiago del Cile   | Terra rossa  | Rubén Ramírez Hidalgo | Nikola Ćirić Goran Tošić                         | 6-4, 6-2            |
| 12. | 15 maggio 2011    | Zagreb Open, Zagabria                    | Terra rossa  | Rubén Ramírez Hidalgo | Franko Škugor Mate Pavić                         | 6-2, 7–6(10)        |
| 13. | 24 ottobre 2011   | Copa Sevilla, Siviglia (2)               | Terra gialla | Rubén Ramírez Hidalgo | Gerard Granollers Pujol Adrián Menéndez Maceiras | 6-2, 7–6(10)        |
| 14. | 24 marzo 2012     | Morocco Tennis Tour Marrakech, Marrakech | Terra rossa  | Martin Kližan         | Iñigo Cervantes-Huegun Federico Delbonis         | 6-3, 1-6, [12-10]   |
| 15. | 14 marzo 2015     | ATP Challenger Guangzhou, Canton         | Cemento      | Oleksandr Nedovjesov  | Fabrice Martin Purav Raja                        | 6–2, 7–5            |
| 16. | 29 agosto 2015    | Internazionali di Manerbio, Manerbio     | Terra rossa  | Flavio Cipolla        | Gero Kretschmer Alexander Satschko               | 7–6(5), 3-6, [11-9] |